# Advesa
Az advesa egy buddhista fogalom, melynek jelentése „nem-agresszió”  vagy „gyűlöletmentesség”. Ez az agresszivitás hiánya azzal a személlyel vagy dologgal szemben, aki vagy amely fájdalmat okoz.  Ez az Abhidharma tanításokban az egyik mentális tényező. 
Az indiai jógácsára (más néven vidzsnyánaváda) iskola neves alakja Aszanga, a következőket állítja az Abhidharma-szamuccsaja című művében:
Mi az advesa? Más érző lények bántására irányuló szándék hiánya, a frusztráló helyzetekben történő veszekedés szándékának hiánya, és a frusztrációt okozó személyek ellen irányuló szándékos szenvedés okozásának hiánya. A szerepe az, hogy ne nyújtson alapot a gonosz cselekedetekben való részvételhez.